# バイカモ
バイカモ (梅花藻、学名: Ranunculus nipponicus var. submersus)は、キンポウゲ科キンポウゲ属の多年草の水草で、イチョウバイカモの変種のひとつ。ウメバチモという別名や、カワマツ、ミズヒジキ、ナビキモなどの地方名でもよばれる。ただし母変種のイチョウバイカモを広義のバイカモとして扱うこともある。なおバイカモ類という時には、バイカモ亜属（Subg. Batrachium）の各種のことを指す。和名は、花が梅花に似ているのでこの名がある。
冷涼で流れのある清流中に生育し、初夏から初秋にかけてウメの花のような白い花を水中につける。静水では育たず、水槽での生育も困難。山菜として食用にもなる。

## 分布
日本固有種。北海道から本州にかけて分布する。平地から山地までの清流の水中に生育する。冷水を好むため、北日本では水路や河川などに広く分布するが、西日本などでは上流や湧き水のある地域に分布域が限られる。そのため、都道府県別レッドデータブックで絶滅危惧種に指定されている場合も多くある。清流でなければ育たないため、バイカモが育つ川はきれいな川の指標になる。

## 形態
多年生の沈水植物。葉は濃緑色で分裂し、流れに沿って1メートル (m) ほどに伸びる。葉身は細かく裂け、糸状の裂片となり、水中で束になって生えている。イチョウバイカモなどの近縁種とは違い、浮葉は形成しない。葉身の長さは2.0 - 6.0センチメートル (cm) 、葉柄は約5ミリメートル (mm) だが、非常に変異に富む。
花期は6 - 8月。花は葉腋から伸びた長さ3-5 cmの花茎の先につき、白色の花弁を5枚つけた花が水上で開花する。花の大きさは約1-1.5 cm。雄しべ、雌しべは多数ある。結実は水中でも起こり、閉鎖花である可能性が示唆されている。痩果（種子）の大きさは約1.5-2.2 mm。

## 生態
常緑性。水中に茎を匍匐させ、節から不定根を出して水底に定着する。茎の長さは2 m近くになることもある。生育適温は15℃で、25℃を超えると生育できなくなる。なお水位が低下した場合、陸生形となって適応する。
鳥取県本宮川での調査によると、生長のピークは8 - 9月で、一日に約8 mmのペースで伸長する。花期は長く、ほぼ一年中開花がみられるが、6 - 7月に最も開花が起こるとされる。
バイカモは種子からの有性繁殖や切れ藻からの無性的な繁殖、また水中茎が伸長することによる栄養繁殖が可能であるが、主に切れ藻と茎の伸長による無性生殖によって繁殖しているとされる。
またバイカモには水生昆虫が寄生するほか、ハリヨなどの淡水魚が巣や産卵床として利用することが知られている。

## 分類
バイカモ類の各種（変種）は形態的に類似し、また環境の違いや地域による形態的な差異も大きいと考えられている。例えばバイカモはヒルゼンバイカモと形態的に非常に類似し、両者の中間的な形質を持つ個体も見つかっている。日本におけるバイカモ類においては、遺伝的解析によって、遺伝的に異なる複数の地域個体群が存在することが示唆されている一方で、分類に関係なく新潟北部 - 福島県あたりを境にして南北型に分化しているという研究結果もある。
- ミシマバイカモ Ranunculus nipponicus Nakai var. japonicus (Nakai) H.Hara[19]
- オオイチョウバイカモ Ranunculus nipponicus Nakai var. major H.Hara[20]
- イチョウバイカモ Ranunculus nipponicus Nakai var. nipponicus[21]

## 人間との関係
バイカモは清流に生育し、花期に多くの白い花を咲かせることから、夏期に本種を目当てとした観光客が訪れる地域がいくつかある。例えば滋賀県米原市の醒井地区にある地蔵川では、バイカモの群落が流域500 mにわたって生育しているため、夏期には本種を目当てとした観光客が訪れる。他にも静岡県三島市の三島梅花藻の里、福島県郡山市の清水川、山形県長井市内の水路などで観光資源として生かす試みがなされている。また、宮城県白石市でも市内白石城下を中心に白石川からの用水、沢端川とその支流で見ることができる。
また日本や中国では、本種などのバイカモ類が、ウダゼリなどの名称で食用、または薬用に使用されることがあるとされる。金魚鉢に入れる金魚藻は、バイカモの藻を使う。

### 食用
春から秋にかけて（3 - 11月ごろ）、水中にある茎葉の先のやわらかい部分を、鎌などで切り取って食べる。食味は、ぬめりやアクがなく、さわやかなシャキシャキした歯ごたえが楽しめる。食べ方は、茹でておひたしや酢の物、酢味噌和えにするほか、生のままマヨネーズやドレッシングをかけてサラダにする。また、味噌汁の具にしてもよい。

## 画像
- 地蔵川（滋賀県米原市）に生えるバイカモ。この一帯は「居醒の清水」として平成の名水百選に選ばれている。
- 宮城県白石市沢端川支流のバイカモ
- 民家の前の側溝を流れる用水路に繁茂するバイカモ（兵庫県多可町加美区大袋）